# Distretto di Caicay
Il distretto di Caicay è uno dei sei distretti della  provincia di Paucartambo, in Perù. Si trova nella regione di Cusco.